# San Francisco 49ers 2006
La stagione 2006 dei San Francisco 49ers è stata la 57ª della franchigia nella National Football League. Malgrado l'avere migliorato i due disastrosi record delle stagioni precedenti ed avere un attacco classificato tra i migliori dieci della lega, la squadra continuò la sua prolungata assenza dai playoff.

## Draft 2006

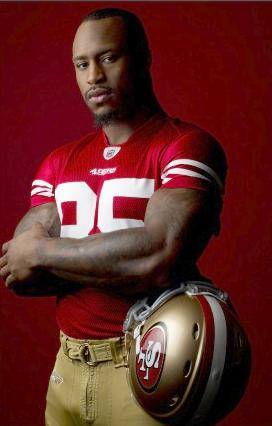
Vernon Davis fu scelto come sesto assoluto nel draft 2006.

Nel draft 2006, la squadra scelse come sesto assoluto il tight end Vernon Davis. Con la scelta successiva (acquisita dai Denver Broncos tramite i Washington Redskins) selezionò il defensive end Manny Lawson.

## Partite

### Stagione regolare
| Turno | Data         | Avversario           | Risultato     | Record |
| ----- | ------------ | -------------------- | ------------- | ------ |
| 1     | 10 settembre | @ Arizona Cardinals  | S 27-34       | 0-1    |
| 2     | 17 settembre | St. Louis Rams       | V 20-13       | 1-1    |
| 3     | 24 settembre | Philadelphia Eagles  | S 38-24       | 1-2    |
| 4     | 1º ottobre   | @ Kansas City Chiefs | S 0-41        | 1-3    |
| 5     | 8 ottobre    | Oakland Raiders      | V 34-20       | 2-3    |
| 6     | 15 ottobre   | @ San Diego Chargers | S 48-19       | 2-4    |
| 8     | 29 ottobre   | @ Chicago Bears      | S 10-41       | 2-5    |
| 9     | 5 novembre   | Minnesota Vikings    | V 9-3         | 3-5    |
| 10    | 12 novembre  | @ Detroit Lions      | V 19-13       | 4-5    |
| 11    | 19 novembre  | Seattle Seahawks     | V 20-14       | 5-5    |
| 12    | 26 novembre  | @ St. Louis Rams     | S 17-20       | 5-6    |
| 13    | 3 dicembre   | @ New Orleans Saints | S 10-34       | 5-7    |
| 14    | 10 dicembre  | Green Bay Packers    | S 19-30       | 5-8    |
| 15    | 14 dicembre  | @ Seattle Seahawks   | V 24-14       | 6-8    |
| 16    | 24 dicembre  | Arizona Cardinals    | S 20-26       | 6-9    |
| 17    | 31 dicembre  | @ Denver Broncos     | V 26-23 (DTS) | 7-9    |